# Frederick Onyancha
Frederick Onyancha (Frederick Momanyi „Fred“ Onyancha; * 25. Dezember 1969 in Nyamira, Provinz Nyanza) ist ein ehemaliger kenianischer Mittelstreckenläufer, dessen Spezialstrecke der 800-Meter-Lauf war.
1995 wurde er Vierter bei den Panafrikanischen Spielen. 1996 gewann er bei den Afrikameisterschaften in Yaoundé Gold. Den größten Erfolg seiner Karriere feierte er kurz danach bei den Olympischen Spielen in Atlanta, als er in persönlicher Bestzeit von 1:42,79 min hinter dem Norweger Vebjørn Rodal und dem Südafrikaner Hezekiél Sepeng die Bronzemedaille gewann. Mit dieser Zeit belegte Onyancha den achten Rang in der ewigen Weltbestenliste.
Bei den Leichtathletik-Weltmeisterschaften 1999 in Sevilla schied er im Vorlauf aus.
Frederick Onyancha ist 1,70 m groß und wog zu seiner aktiven Zeit 64 kg.

## Bestleistungen
- 800 m: 1:42,79 min, 31. Juli 1996, Atlanta